# Năm mới Âm lịch
| Từ trên xuống, từ trái sang: - Tết Tsagaan Sar của người Mông Cổ ở Tsukuba - Múa lân ở Kuala Lumpur, Malaysia - Tết ở Singapore - Diễu hành ở Phố Tàu, New York, Mỹ - Người Hàn Quốc mặc hanbok, chơi cờ yutnori trong ngày tết Seollal - Gia đình chuẩn bị bánh tét ngày Tết ở Việt Nam |

Năm mới Âm lịch hay Tết Âm lịch (tiếng Anh: Lunar New Year) là tên gọi chung cho sự bắt đầu một năm mới tính theo âm lịch và âm dương lịch. Âm lịch được xây dựng dựa trên pha của Mặt Trăng còn âm dương lịch dựa trên cả pha và dương lịch. Sự kiện này được nhiều nền văn hóa tổ chức theo các cách khác nhau và vào những ngày khác nhau.

## Phong tục
Năm mới Âm lịch là ngày lễ được hàng triệu người trên toàn cầu kỷ niệm, đánh dấu kỳ trăng non đầu tiên trong lịch địa phương. Tuy gọi là ngày năm mới âm lịch nhưng thực tế nó được tính trên cả âm lịch và âm dương lịch.
Ngày năm mới hay Tết ở Trung Quốc được tính dựa trên âm dương lịch và thường diễn ra vào khoảng cuối tháng 1 - đầu tháng 2, tức kỳ trăng non thứ hai ngay sau ngày đông chí, hoặc kỳ thứ ba nếu đó là năm nhuận. Tết ở các quốc gia khác như Hàn Quốc (Seollal) và Việt Nam (Tết Nguyên Đán) cũng trùng với ngày này nhưng khác về số ngày kỷ niệm và tập tục. Tại Malaysia, Singapore, nơi có những cộng đồng lớn người Hoa sinh sống, cùng với Brunei, ngày này được gọi là "Tết Trung Quốc" (Chinese New Year).
Ngày năm mới truyền thống của các nước Myanmar, Campuchia, Lào, Sri Lanka, Thái Lan được tính theo Phật lịch và thường rơi vào khoảng giữa tháng 4.
Trong tiếng Anh và ở những quốc gia nói tiếng Anh như Mỹ, Năm mới Âm lịch còn được gọi với tên "Chinese New Year", điều này đã tạo ra một số ý kiến phản đối do ngày này không chỉ được tổ chức ở Trung Quốc và bởi người Trung Quốc. Chính vì vậy, nhiều phương tiện truyền thông sử dụng tên gọi "Lunar New Year" để tránh gây tranh cãi.
Năm mới Hồi giáo trong lịch Hồi giáo (còn được gọi là Tết Hijri) cũng được tính theo âm lịch và thường rơi vào một ngày trong khoảng từ tháng 6 tới tháng 8.